# Squelette (monstre)
 (décembre 2021).
Si vous disposez d'ouvrages ou d'articles de référence ou si vous connaissez des sites web de qualité traitant du thème abordé ici, merci de compléter l'article en donnant les références utiles à sa vérifiabilité et en les liant à la section « Notes et références ».
Pour les articles homonymes, voir Squelette (homonymie).

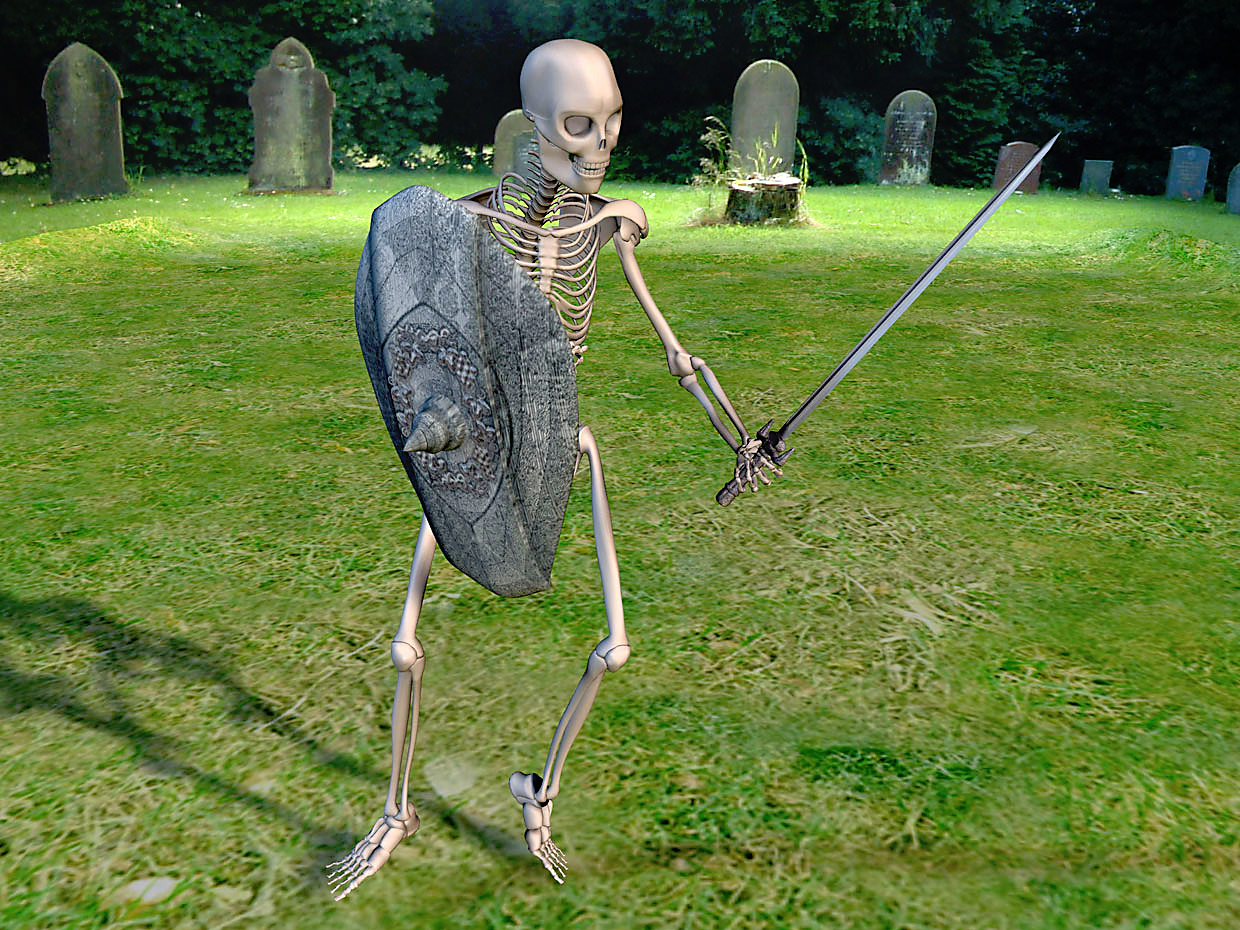
Image d'un guerrier squelette créé en image de synthèse. C'est l'archétype d'un des monstres les plus courant dans les jeux de rôles.

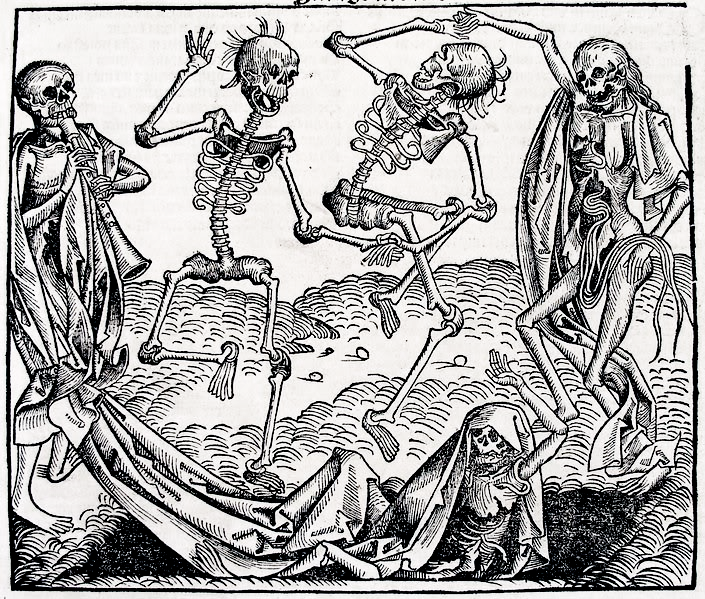
Illustration de squelettes dansant une danse macabre.

Un squelette ou skellington est, dans les œuvres de fiction un personnage mort-vivant qui a perdu sa chair putréfiée, son corps n’étant plus composé que de ses os qui sont maintenus en « vie » magiquement ou grâce à tout autre phénomène surnaturel. Par défaut, le terme désigne un squelette humain.
Cette créature se retrouve fréquemment dans les histoires en rapport avec l'horreur, le surnaturel ou le fantastique. Il occupe le plus souvent le rôle du méchant.
Les squelettes sont particulièrement courants dans le domaine de la fantasy où ils sont des ennemis récurrents, mais en règle générale peu difficiles à vaincre. Ce sont souvent des squelettes de personnes mortes qui sont réanimées et contrôlées par des nécromanciens ou des liches.

## Domaines d'apparition

### Littérature
- La série Skully Fourbery (2008-2012) de Derek Landy met en scène un squelette détective magicien.
- Chez l'auteur britannique Terry Pratchett, les « Skeus » sont des squelettes caractérisés par leur maigreur et leur capacité à parler à l'envers. Ils sont accompagnés des Magots, sortes de gros asticots qui jettent des boules de feu. Les Skeus vivent loin en périphérie des grandes villes du Disque-Monde, dans des palais trop grands pour être chauffés correctement, ce qui les fait grandement souffrir à cause de leur maigreur.

### Cinéma
- Dans Jason et les Argonautes (1963) de Don Chaffey, des guerriers squelettes font une apparition célèbre en animation image par image.
- Dans Taram et le Chaudron magique (1985), dessin animé des studios Disney, un sorcier maléfique redonne un simulacre de vie à des guerriers morts depuis plusieurs siècles et réduits à l'état d'ossements.
- Dans Evil Dead 3 : L'Armée des Ténèbres (1993) de Sam Raimi, le héros doit affronter une armée de squelettes qui dormaient dans un cimetière.

### Jeux de rôle
Dans le jeu de rôle Donjons et Dragons, les squelettes sont des combattants facilement invoqués par les clercs (prêtres), qu'ils soient d'alignement neutre ou mauvais. Les squelettes sont les moins intelligents des morts-vivants (avec les zombies), mais leur absence de chair est un avantage car ils sont peu sensibles aux armes blanches ou à pointes.
De nombreux jeux de rôle, comme Warhammer, font apparaître des squelettes vivants, où ils font partie du « bestiaire » classique du domaine, avec les dragons et les gobelins.

### Jeux vidéo
De manière générale, les jeux vidéo (d'aventure ou de rôle) se déroulant dans un univers de fantasy comporteront presque toujours des squelettes comme ennemis à combattre.
- Dans la série des Elder Scrolls (depuis 1994), les squelettes sont généralement des ennemis faibles, souvent des serviteurs de nécromanciens ou de gardiens de tombeaux.
- Dans The Curse of Monkey Island (1997), des pirates squelettes sont les sbires du capitaine LeChuck. Un de ses squelettes, Murray, perd littéralement sa tête et son crâne, toujours doué d'une « vie » propre, reste très présomptueux et vantard. Murray est un personnage récurrent du jeu qui revient dans la suite Escape from Monkey Island.
- Dans Grim Fandango (1998), le jeu se déroule dans le Pays des Morts et la plupart des personnages sont des squelettes humains qui évoluent comme des vivants. Ces squelettes ont une apparence stylisée inspirée des figurines mexicaines calavera du Jour des morts.
- Dans Medievil (1998) et sa suite, le joueur est placé aux commandes d'un chevalier squelettique sans mâchoire.
- Dans Skullmonkeys (1998), suite de The Neverhood (1996), les principaux antagonistes sont des squelettes de singes extra-terrestres.
- Dans Planescape: Torment (1999), le héros est accompagné d'une tête de squelette parlante, « Morte », un crâne flottant originaire de Baator.
- Dans Minecraft (2011), les squelettes sont des ennemis qui apparaissent la nuit.
- Dans Undertale (2015), apparaissent les personnages de deux petits squelettes, Papyrus et Sans, l'un est un futur membre d'une garde royale, l'autre est un flemmard et un blagueur.

### Jeux de société
- Dans Bad Bones, le joueur doit résister à une invasion de squelettes.